# Indy Racing 2000
Indy Racing 2000 est un jeu vidéo de course automobile sorti en 2000 sur Nintendo 64. Le jeu a été développé par Paradigm Entertainment et édité par Infogrames.

## Pilotes disponibles
- Billy Boat
- Kenny Bräck
- Robbie Buhl
- Buzz Calkins
- Tyce Carlson
- Eddie Cheever
- Mark Dismore
- Scott Goodyear
- Stéphan Grégoire
- Roberto Guerrero
- Davey Hamilton
- John Hollansworth Jr.
- Buddy Lazier
- Robby McGehee
- Greg Ray
- Sam Schmidt
- Scott Sharp
- Johnny Unser
- Robby Unser
- Jeff Ward

## Accueil
- Nintendo Power : 7,3/10[1]